# Makrai (stato)
Lo Stato di Makrai fu uno stato principesco del subcontinente indiano, avente per capitale la città di Makrai.

## Storia
Secondo la storiografia locale, lo stato di Makrai venne fondato nel 1663 da Raj Gond Raja Karkat Rai che proveniva da una famiglia che aveva delle terre a Harda. 
Nel XVIII secolo i guerrieri Scindia ed il pascià presero l'area boscosa di Kalibhit e Charwa allo stato di Makrai. Nel dicembre del 1890 il governo britannico prese lo stato di Makrai sotto il proprio diretto controllo sulla base della dottrina della decadenza per cattiva amministrazione dei governanti locali. Il potere ai sovrani venne restituito solo nel 1893 con la condizione di nominare un diwan (primo ministro) che si occupasse dell'amministrazione e che fosse di gradimento delle autorità inglesi.
Lo stato di Makrai rimase sotto l'autorità amministrativa dell'Agenzia dell'India Centrale sino al 1933, quando venne trasferito all'Agenzia di Bhopal nell'Agenzia dell'India Centrale per poi passare all'Agenzia delle Province Centrali e Berar. La popolazione dello stato, originariamente di 16.784 abitanti, venne ridotta a 13.025 unità nel 1901 dopo che una tremenda carestia colpì l'area intera.
Dopo l'indipendenza indiana nel 1947, i governanti di Makrai siglarono l'ingresso nell'Unione Indiana il 1 febbraio 1948. Il principato venne incorporato nello stato di Madhya Pradesh.

## Governanti
La famiglia regnante aveva il titolo di raja.

### Raja
- Makrand Shah, 1663 - ....
- Fateh Shah, married Rani Birj Kune, .... - ....
- Rani Birj Kune, 1749 - .... (unica donna al governo dello stato nella sua storia)
- Dhar Shah, .... - ....
- Bharat Shah, 1765 - ....
- Udai Shah, .... - ....
- Devi Shah Hathriya Rai, 1832-1866
- Lacchu Shah Hathriya Rai (noto anche col nome di Bharat Shah)
- Lacchu Shah Hathriya Rai, 1866-1911
- Chhatrasal Shah Hathriya Rai, 1911-1918
- Drigpal Shah Hathriya Rai, 1918-1929
- Sahib Todar Shah Hathriya Rai, 1929-1947